# Rubiales (Teruel)
Rubiales es un municipio y localidad española de la provincia de Teruel, en la comunidad autónoma de Aragón. El término municipal, ubicado en la comarca de la Sierra de Albarracín, tiene un área de 27,42 km².

## Demografía
Rubiales cuenta con una población de 43 habitantes (INE 2024).
| Gráfica de evolución demográfica de Rubiales entre 1842 y 2021                                                      |
| |
| Población de derecho según los censos de población del INE Población de hecho según los censos de población del INE |

## Administración y política
| Período   | Alcalde                     | Partido |  |
| --------- | --------------------------- | ------- |  |
| 1979-1983 | Gregorio Martín Martín      | UCD     |  |
| 1983-1987 | Valentín Villalba           |         |  |
| 1987-1991 |                             |         |  |
| 1991-1995 |                             |         |  |
| 1995-1999 | Juan Manuel Soriano Soriano |         |  |
| 1999-2003 | Juan Manuel Soriano Soriano |         |  |
| 2003-2007 | Juan Manuel Soriano Soriano |         |  |
| 2007-2011 | José Antonio Soriano Garzón | PP      |  |
| 2011-2015 | José Antonio Soriano Garzón | PP      |  |
| 2015-2019 | José Antonio Soriano Garzón | PP      |  |
| 2019-2023 | José Antonio Soriano Garzón | PP      |  |

| Partido político    | Partido político                                   | 2003   | 2007   | 2011   | 2015   |
| Partido político    | Partido político                                   | Ediles | Ediles | Ediles | Ediles |
|                     | Partido Popular de Aragón (PP)                     | 1      | 1      | 2      | 2      |
|                     | Partido Aragonés (PAR)                             | —      | —      | 1      | 1      |
|                     | Ciudadanos (CS)                                    | —      | —      | —      | —      |
|                     | Partido de los Socialistas de Aragón (PSOE-Aragón) | —      | —      | —      | —      |
| Total de concejales | Total de concejales                                | 1      | 1      | 3      | 3      |